# Osváth Viktor
Osváth Viktor  (Budapest, 1921. szeptember 19. – Kecskemét, 1985. szeptember 15.) magyar református lelkész, karnagy, zeneszerző.

## Életpályája
A gimnáziumot Kecskeméten 1931 és 1939 között, majd a teológiát Budapesten 1939 és 1944 között végezte el. 1948-ban tanítói, énektanári és karvezetői oklevelet is szerzett.
Segédlelkész volt Cecén (1945–47). Vezsenyben (1947–49), Budapesten (1949–52), lelkipásztor Vezsenyben (1952–59), lelkész-karnagy Kecskeméten (1960–81). 1981-ben vonult nyugdíjba.
Ő fordította magyarra 1966-ban Luther Márton Erős vár a mi Istenünk című énekét.